# Războiul limbilor

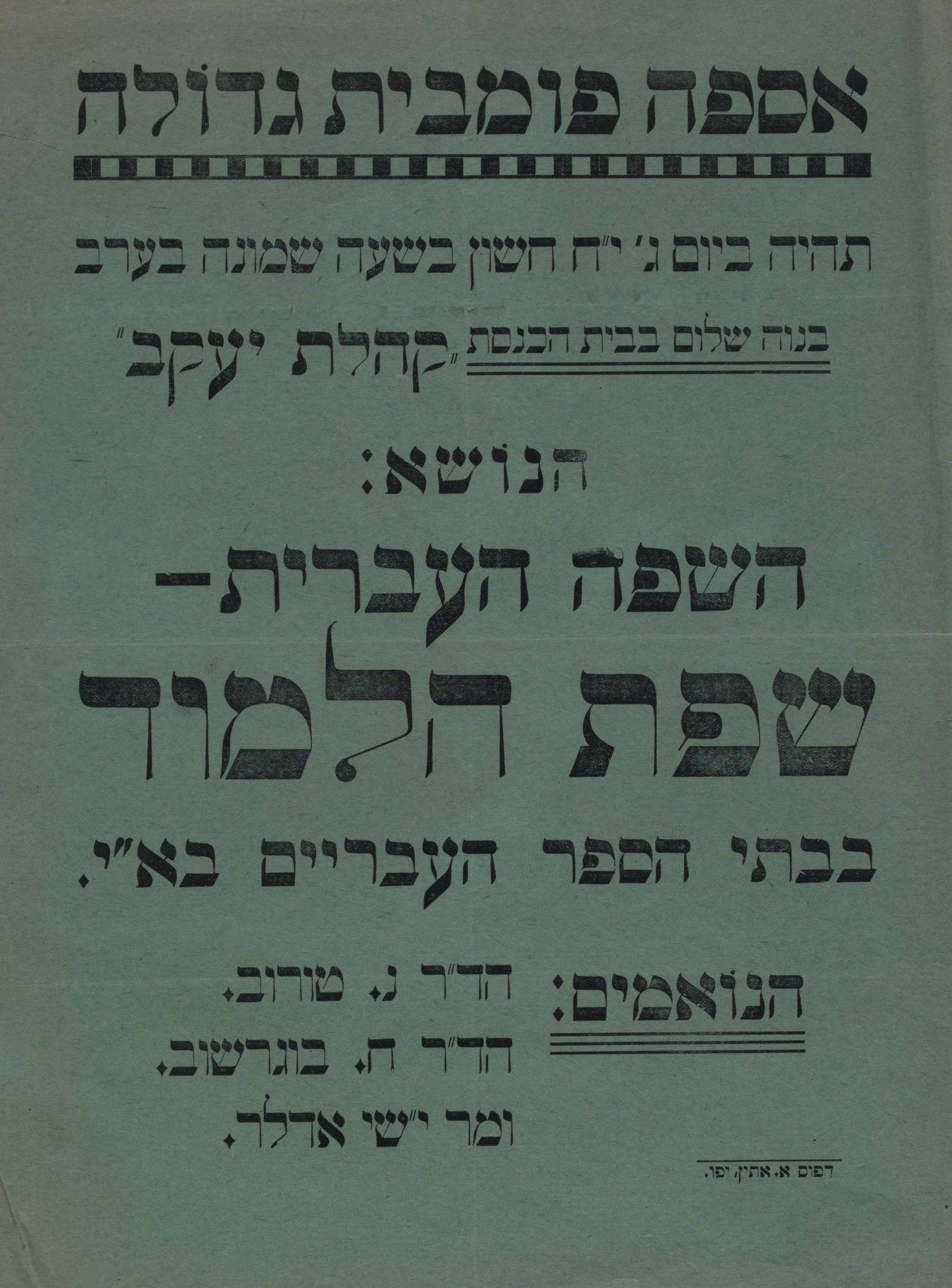
Afiș pentru participarea la adunarea în Nave Shalom, parte din "războiul limbilor"

În Țara Israel (Palestina), în anul 1904, sub dominația otomană, existau 26 școli evreiești, dar numai șase dintre ele cu limba de predare ebraică. Limbile folosite erau idișul, ladino, arabă, germana și franceza. Ebraica era folosită numai ca limbă de ritual și era învățată ca atare în școlile religioase tradiționale, împreună cu aramaica talmudică. Noii imigranți sioniști au reluat limba ebraică pentru uzul cotidian, dar nu toți evreii din Palestina erau sioniști. În 1908, o societate sionistă de binefacere din Germania, a hotărât să înființeze la Haifa Școala tehnică superioară (Institutul politehnic), dar cu limba de predare germană. Din acest motiv s-a ivit o mare polemică între evreii locali, dispută la care au luat parte și asociații și societăți evreiești din întreaga lume. Societatea fondatoare a fost blamată, iar filantropii au hotărât la un moment dat să nu mai sprijine inițiativa. Disputa a fost supranumită „războiul limbilor” și s-a terminat în 1914, când societatea inițiatoare a revenit asupra primei decizii și a acceptat limba de predare ebraică. Ulterior, treptat, aproape toate școlile evreiești au adoptat ebraica.